# WinPcap
WinPcap ist eine als Freeware vertriebene Programmbibliothek, bestehend aus einem Treiber, der Hardware-nahen Zugriff auf die Netzwerkkarte ermöglicht, und einer Sammlung von Programmen, die den bequemen Zugriff auf die einzelnen für Netzwerke relevanten Schichten des OSI-Modells bieten. Es läuft unter Windows ab Version 2000. Windows 9x wird nur bis zur Version 4.0 beta2 (unstable) und Version 3.1 (stable) unterstützt.
Ab Version 4.1.3 wird auch Windows 8 unterstützt. 4.1.3. ist zugleich die letzte Version der Software. Die Entwicklung wurde 2013 eingestellt, als Nachfolger wird von den Entwicklern Npcap empfohlen.
Die Programmbibliothek basiert auf der von Unix her bekannten Bibliothek libpcap, die die pcap-Schnittstelle implementiert.
Die über das Netzwerk transportierten Pakete werden durch die WinPcap-Module unter Umgehung des Protokollstacks entgegengenommen und weitergeleitet. Somit können Statistiken über die Netzwerkauslastung, die verschiedenen Paketarten und deren Inhalt protokolliert und analysiert werden. Da die Pakete verfügbar sind, bevor sie vom Betriebssystem verarbeitet werden, kann die Schnittstelle auch verwendet werden, um Netzwerkkarten in einem bereits vorhandenen Netzwerk zu simulieren.
Konkrete Anwendung findet WinPcap in Netzwerküberwachungssoftware, wie zum Beispiel Wireshark (ehemals Ethereal), Nmap, AutoScan-Network, Snort, Cain & Abel, WinDump und ntop. Emulationssoftware, wie beispielsweise QEMU oder coLinux kann mit WinPCap direkt in ein Netzwerk eingebunden werden, ohne eine virtuelle Netzwerkkarte (TUN/TAP) im System zu installieren.